# Rogelio Iparraguirre
Rogelio Iparraguirre (Tandil, 4 de enero de 1978) es un político argentino del Partido Justicialista. Es diputado de la Nación Argentina por Buenos Aires desde 2021.

## Biografía
Iparraguirre estudió Sociología en la Universidad de Buenos Aires hasta cuarto año.
En el año 2003, se integró al gobierno del expresidente Néstor Kirchner y trabajó en la Secretaría de Seguridad junto al fiscal José María Campagnoli. En agosto de 2004, se convirtió en asesor del entonces secretario General de la Presidencia, Oscar Parrilli. Más adelante, fue concejal de Tandil entre 2017 y 2021. 
En 2019 se postuló como candidato a intendente de Tandil por el Frente de Todos, fue derrotado por Miguel Ángel Lunghi quien logró el quinto triunfo consecutivo.
En las Elecciones legislativas de 2021 fue electo Diputado de la Nación por Buenos Aires en la lista Frente de Todos.
En 2023 repitió la candidatura a intendente de Tandil esta vez por la coalición Unión por la Patria, perdió nuevamente contra Miguel Ángel Lunghi en la que obtuvo la reelección con el sexto mandato.

## Historial electoral
|  | 24,54 % |

|  | 39,26 % |

|  | 38,59 % |

|  | 30,36 % |